# Bahnholz (Bannwald)
Koordinaten: 48° 3′ 5,4″ N, 7° 48′ 59,9″ O
Das Gebiet Bahnholz ist ein mit Verordnung vom 20. Februar 2004 durch die Körperschaftsforstdirektion Freiburg ausgewiesener Bannwald (Schutzgebiet-Nummer 100069) bei Freiburg im Breisgau in Baden-Württemberg.

## Lage und Beschreibung
Das Schutzgebiet befindet sich östlich des Freiburger Stadtteils Hochdorf. Es liegt im Stadtwald Freiburg auf den Flurstücken 085712-000-02541/000 (teilweise), 085712-000-03216/000 und 085712-000-03223/001.
Der Bannwald überlagert sich mit dem Biotop Bannwald "Bahnholz" -Feuchtwald mit der Biotopnummer 279123116008 sowie mit dem Biotop Bannwald "Bahnholz" - Eichenaltholz mit der Biotopnummer 279123116014.
Der Bannwald ist umgeben vom Landschaftsschutzgebiet Mooswald. Im Süden grenzt der Bannwald an das Naturschutzgebiet Schangen-Dierloch, er liegt im Vogelschutzgebiet Südschwarzwald und er liegt im FFH-Gebiet FFH-Gebiet Mooswälder bei Freiburg.

## Vegetation
Im Bannwald kommen laut Waldbiotopkartierung die folgenden Pflanzen vor:
Spitz-Ahorn, Berg-Ahorn, Giersch, Kriechender Günsel, Schwarz-Erle, Buschwindröschen, Wald-Engelwurz, Wald-Frauenfarn,
Hänge-Birke, Wald-Zwenke, Sumpfdotterblume, Echte Zaunwinde, Bitteres Schaumkraut, Sumpf-Segge, Zittergras-Segge, Steife Segge,
Walzen-Segge, Winkel-Segge, Gemeine Hainbuche, Großes Hexenkraut, Gemeine Hasel, Zweigriffeliger Weißdorn, Eingriffeliger Weißdorn,
Sumpf-Pippau, Rasen-Schmiele, Gewöhnlicher Dornfarn, Scharbockskraut, Faulbaum, Gemeine Esche, Gewöhnliche Goldnessel, Sumpf-Labkraut,
Echte Nelkenwurz, Gundermann, Gemeiner Efeu, Europäische Stechpalme, Drüsiges Springkraut, Großes Springkraut, Sumpf-Schwertlilie,
Flatter-Binse, Waldgeißblatt, Behaarte Hainsimse, Wald-Hainsimse, Ufer-Wolfstrapp, Schattenblumen, Wald-Sauerklee, Rohrglanzgras,
Vielblütige Weißwurz, Balsam-Pappel, Pappeln, Hohe Schlüsselblume, Gewöhnliche Traubenkirsche, Schlehdorn, Stieleiche, Brennender Hahnenfuß,
Brombeeren, Wald-Simse, Sumpf-Helmkraut, Riesen-Goldrute, Vogelbeere, Wald-Ziest, Große Sternmiere, Winterlinde, Flatterulme,
Feldulme, Große Brennnessel, Kleiner Baldrian, Gewöhnlicher Schneeball, Viola, Milchlattich, Rotbuche,
Europäische Stechpalme, Roteiche.

## Schutzzweck
Der Schutzzweck des Bannwalds ist gemäß Schutzgebietsverordnung
- Die unbeeinflusste, spontane Entwicklung des Waldes mit seinen Tier- und Pflanzenarten (Schutz des Sukzessionsablaufs, Prozessschutz) sowie die wissenschaftliche Beobachtung der Entwicklung zu gewährleisten.
- Dies beinhaltet den Schutz der Lebensräume und -gemeinschaften, die sich im Gebiet befinden, sich im Verlauf der eigendynamischen Entwicklung des Waldbestandes innerhalb des Schutzgebietes ändern oder durch die eigendynamische Entwicklung entstehen.

## Betreuung
Wissenschaftlich betreut wird der Bannwald durch die Forstliche Versuchs- und Forschungsanstalt Baden-Württemberg (BVA).